# ススキ
ススキ（芒、薄、学名∶Miscanthus sinensis）とは、イネ科ススキ属の植物。尾花（おばな）や振袖草（ふりそでぐさ）ともいい秋の七草の一つ。また茅（かや。「萱」とも書く）と呼ばれる有用植物の主要な一種。
野原に生息し、ごく普通に見られる多年生草本である。

## 特徴
高さは1から2m。地下には短いがしっかりした地下茎がある。そこから多数の花茎を立てる。葉は細長く、根出葉と稈からの葉が多数つく。また、ケイ酸を多く含むため堅く、縁は鋭い鉤状になっているため、皮膚が傷つくことがある。
夏から秋にかけて茎の先端に長さ20から30cm程度の十数本に分かれた花穂をつける。花穂は赤っぽい色をしているが、種子（正しくは穎果・えいか）には白い毛が生えて、穂全体が白っぽくなる。種子は風によって飛ぶことができる。花穂はオギ（荻）に似ているがススキは株立ちになっており区別できる。中秋の名月ごろに出た花穂は、晩秋のころには熟し、草体が黄色や赤色となる草紅葉が見られる。
日本には全国に分布し、日当たりの良い山野に生息している。
夏緑性で、地上部は冬には枯れるのが普通であるが、沖縄などでは常緑になり、高さは5mに達する。その形ゆえに、たまにサトウキビと勘違いする観光客がいる。国外では朝鮮半島・中国・台湾に分布するほか、北米では侵略的外来種として猛威をふるっている（日本にセイタカアワダチソウが侵入したのと逆の経路で伝播）。

## 遷移上の位置づけ
植物遷移の上から見れば、ススキ草原は草原としてはほぼ最後の段階に当たる。ススキは株が大きくなるには時間がかかるので、初期の草原では姿が見られないが、次第に背が高くなり、全体を覆うようになる。ススキ草原を放置すれば、アカマツなどの先駆者（パイオニア）的な樹木が侵入して、次第に森林へと変化していく。後述の茅場の場合、草刈りや火入れを定期的に行うことで、ススキ草原の状態を維持していたものである。

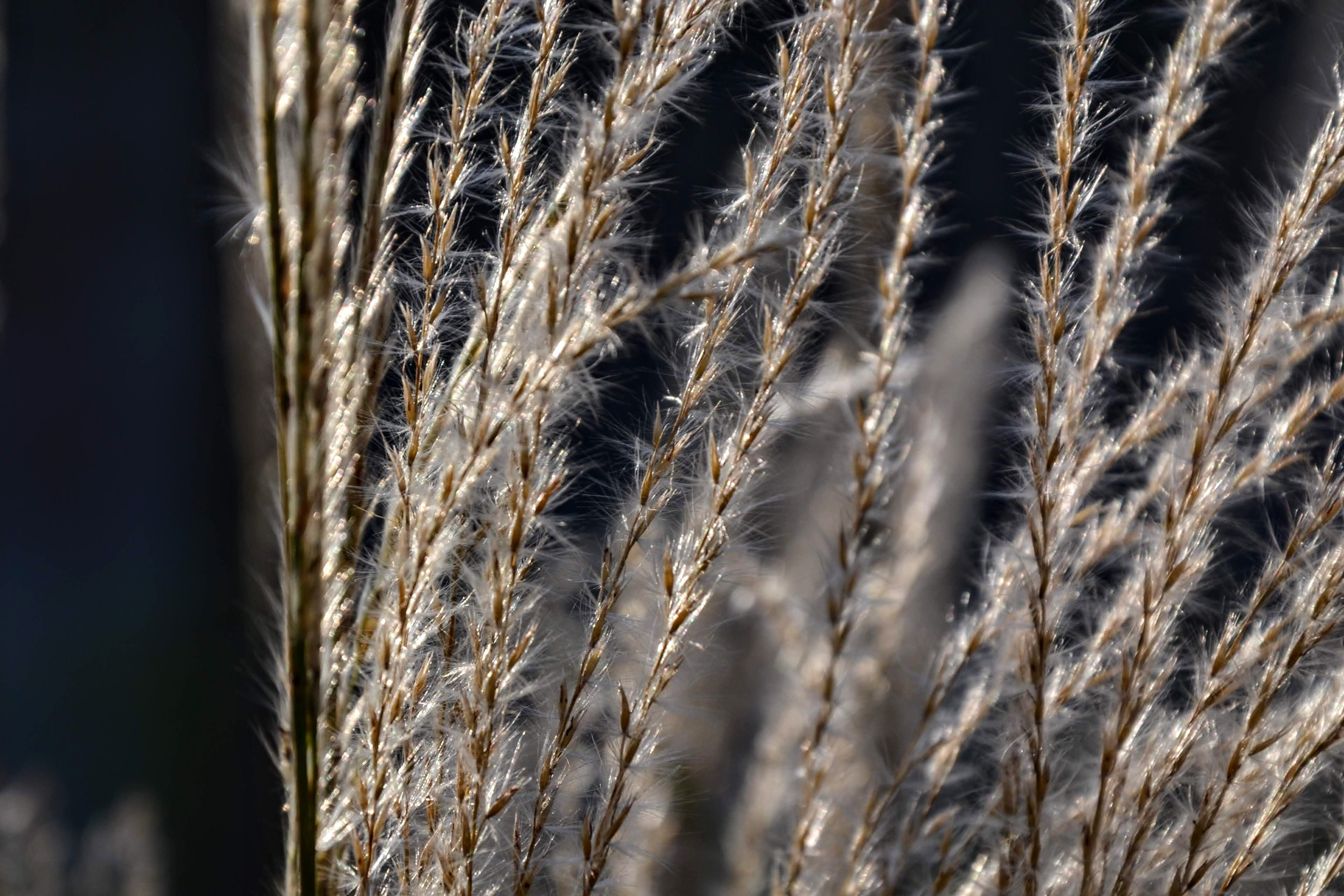
逆光に美しく映えるススキの穂

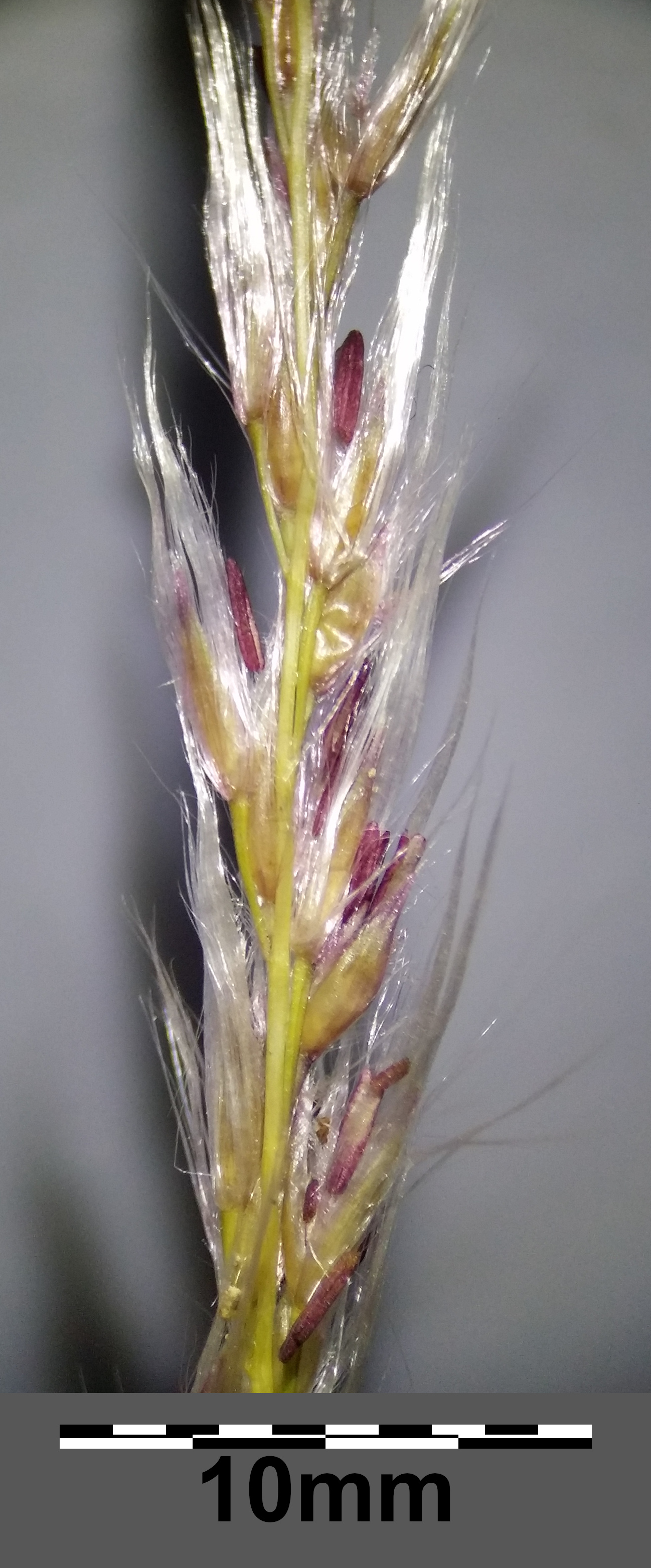
ススキの実

## 分類
本州南部以南の海岸線には、葉の幅が広く、ざらつきの少ないものがあり、これをハチジョウススキ（M. condensatus Hack.）という。変種と見なす立場もある。
同属の別種もいくつかある。やや華奢な植物で、株を作らず水辺に生え、綿毛が純白で穂先にノギの無いのものにオギ（荻、M. sacchariflorus (Maxim.) Benth.）がある。ススキよりさらに大きく、堤防などに大きな株を作るものにトキワススキ（M. floridulus (Labill.) Warb.）がある。他にもカリヤス（苅安、M. tinctorius Hack.）、カリヤスモドキ（M. oligostachyus）など数種が知られるが、多くない。
ススキはイネ科の代表のひとつと見なされているから、ススキの名を持つ植物は多く、たとえば以下のようなものはさほどススキに似ておらず、分類上も近くはないがその名を持っている。
- アブラススキ、コメススキ、ヒメアブラススキ、ススキメヒシバ など

## 利用
かつては「茅」（かや）と呼ばれ、農家で茅葺（かやぶき）屋根の材料に用いたり、家畜の餌として利用することが多かった。そのため集落の近くに定期的に刈り入れをするススキ草原があり、これを茅場（かやば）と呼んでいた。現在では、そのような利用がされないので、その多くは遷移が進んで、雑木林となっている。そのため、ススキ草原に生育していた植物には、かつて普通種であったが、現在は稀少になっているものがある。また、カヤネズミなども同様に見かけにくくなっている。
また、未成熟の穂を食用とする地域もある。
東京・雑司ヶ谷鬼子母神では、ススキの穂をミミズクの姿に作った「すすきみみずく」が有名。
ススキとオギの交配雑種とされるオギススキなどはバイオマス作物として注目されている。

## 文化

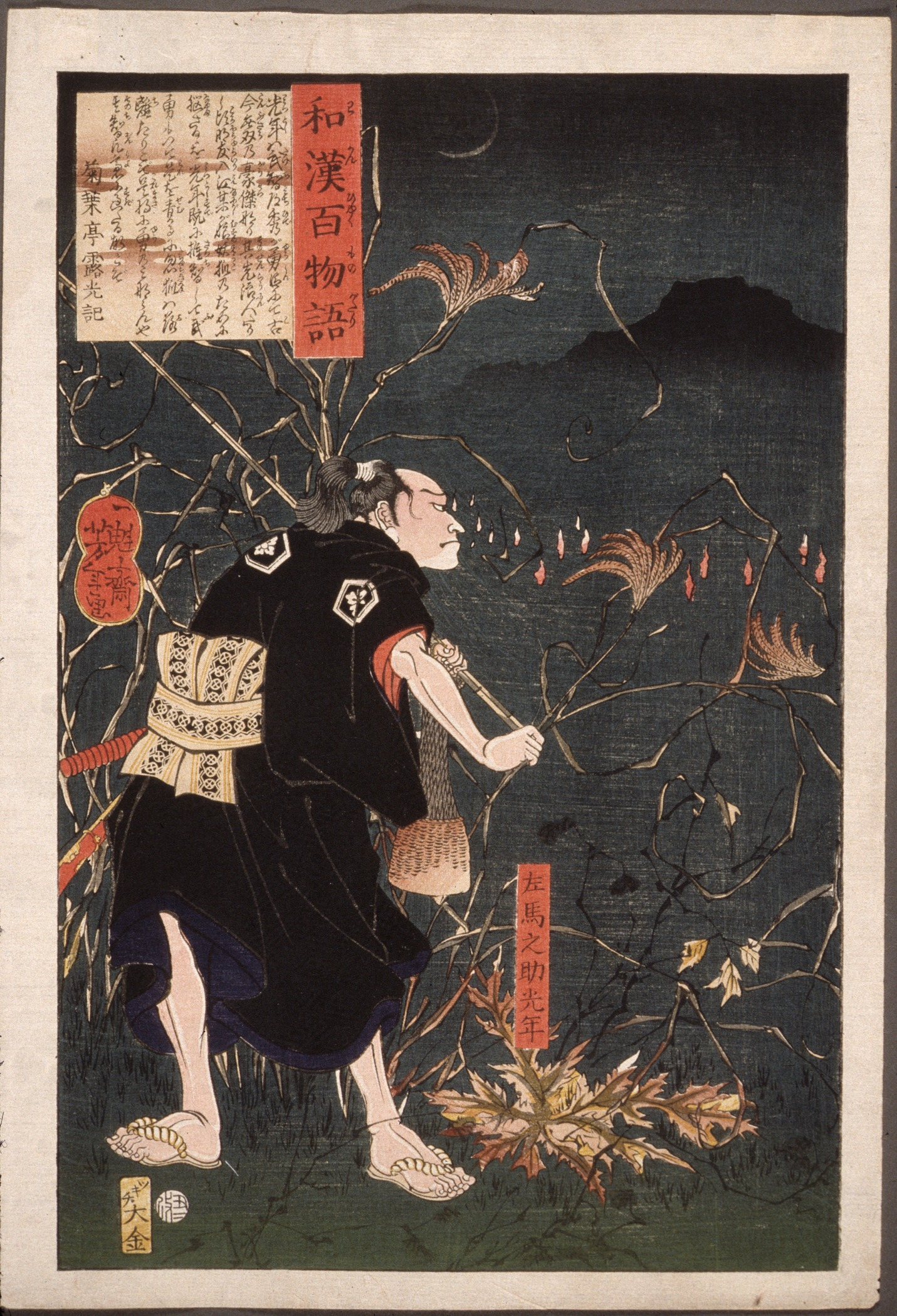
和漢百物語に描かれたススキ 左馬之助光年

### 日本文化とススキ
- 季節
  - 俳句では、「すすき（芒・薄）」は秋の季語。
  - 旧暦8月15日の十五夜の月見には、ハギ（萩）とともにススキを飾ることが多い。
  - 花札では8月の絵柄として、「芒に月」、「芒に雁」、カス2枚が描かれる。

- 尾花/尾花栗毛

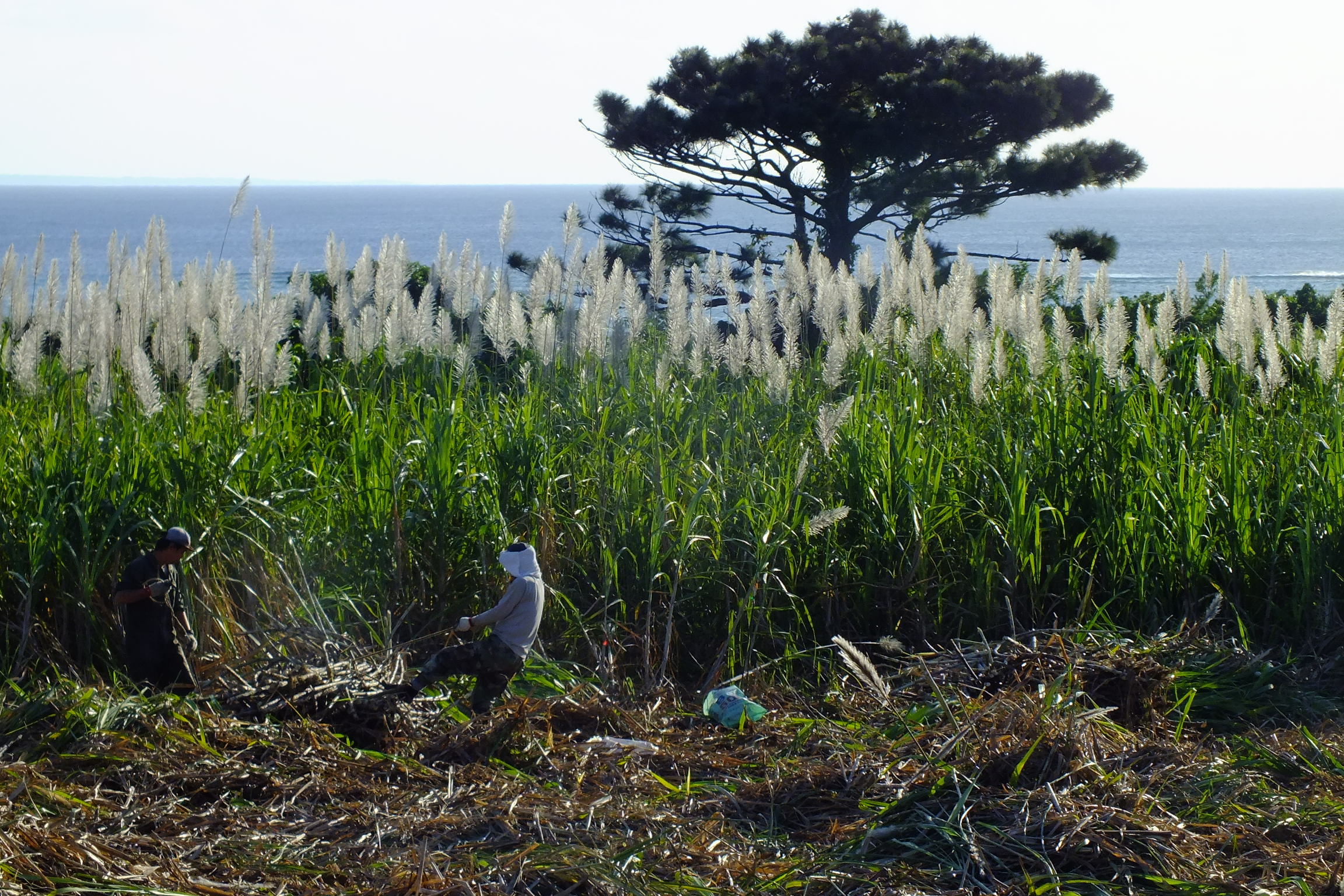
沖縄地方には、ススキの葉を環のように結んで魔除けとする風習がある。（西表島南風見のススキ）

  - 日本語では、ススキの穂は、それを動物の尾に見立てて尾花（おばな）と呼ぶことがあり、ススキ自体もそのように呼ばれることがある。この「尾花」はススキおよびススキの穂を意味する古名であり、奈良時代初期の歌人・山上憶良が『万葉集』（巻八 1538）にて「萩の花 尾花 葛花 撫子の花 女郎花 また 藤袴 朝顔の花」と詠んだように、古来、秋の七草の一つに数えられている。
  - 馬の毛色で尾花栗毛（おばなくりげ）というのは、栗毛馬や栃栗毛馬であることに加えて鬣（たてがみ）や尾の長毛が白色のものを指す。この白毛は遠目には金色に輝いて見えるため、その特徴を秋のススキの穂になぞらえて呼ばれたものである。

- 真赭のススキ
  - 穂が赤みを帯びて美しいススキのことを真赭のススキ（まそほのススキ、ますほのススキ）と呼ぶ[1]。
- 枯れ尾花/枯尾花
  - 枯れすすき（枯薄、花も穂も枯れたススキ）には枯れ尾花/枯尾花（かれおばな）という呼称（古名）もあり、現代でも「幽霊の正体見たり枯尾花」という諺はよく知られている。これは江戸時代中期の国学者で俳人の横井也有が俳文集『鶉衣』の中で「一年松木淡々己れ高ぶり　人を慢（あなど）ると伝へ聞き　初めて対面して化物（ばけもの）の正躰見たり枯れ尾花　其（そ）の誠心なること大概この類なり」と述べたうちの「化物の正躰見たり枯尾花」が世に広まりつつ変化したものであるが、これは「疑心暗鬼に陥った心境下では風になびく枯れ尾花のような何でもないものも怪しげに思え、幽霊のようなただならないものと見間違えてしまう」ということから、「恐怖心や猜疑心があると、何でもないものでも、怖ろしげなもの、怪しげなものに思えてしまう」ということを意味する譬えとなっている。さらには、やはりススキの穂にまつわる類義語として「落武者は薄の穂にも怖（お）ず」 (cf. wikt) があるが、こちらは「落武者は捕まることを警戒し、怯えているためススキの穂にも恐怖する」ということから転じて先の諺と同じ意味で用いられる。
  - 江戸時代中期の俳人・与謝蕪村は「狐火の 燃えつくばかり 枯尾花」と詠んでいるが、こちらは、夜の野原にて風に揺らめく枯尾花の情景を、怪しく燃え盛るこの世のものならぬ狐火に譬えた俳句である。

- 沖縄地方には、ススキの葉を環のように結んで魔除けとする風習がある。

## 気象庁による観測
気象庁では、全国の気象官署で統一した基準により、すすきが開花した日などの植物季節観測（生物季節観測）を行っている。
すすきの開花日とは、葉鞘から抜き出た穂の数が、穂が出ると予想される全体の約20%に達したと推定される最初の日である。気象台の構内もしくは付近で観測している。
旧平年値は、1961年から1990年までの平均値。現平年値は、1991年から2020年までの平均値。
| 都市   | 旧平年値 | 現平年値 | 2025年   | 最早値   | 最晩値   |
| ------ | -------- | -------- | -------- | -------- | -------- |
| 釧路   | -        | -        | -        | 08月23日 | 08月23日 |
| 札幌   | -        | -        | -        | 09月06日 | 09月11日 |
| 青森   | 08月30日 | 08月28日 | 08月13日 | 07月13日 | 09月13日 |
| 仙台   | 08月26日 | 08月06日 |          | 07月18日 | 09月18日 |
| 新潟   | 08月31日 | 08月27日 |          | 08月12日 | 09月21日 |
| 金沢   | 08月19日 | 08月04日 |          | 06月30日 | 09月25日 |
| 東京   | 09月06日 | 09月13日 |          | 08月27日 | 10月05日 |
| 名古屋 | 09月13日 | 09月23日 |          | 08月11日 | 10月12日 |
| 大阪   | -        | 09月08日 |          | 08月19日 | 10月09日 |
| 広島   | 09月15日 | 09月22日 |          | 07月19日 | 10月06日 |
| 高知   | 08月23日 | 08月30日 |          | 07月29日 | 10月05日 |
| 福岡   | 09月21日 | 09月23日 |          | 08月28日 | 10月06日 |
| 鹿児島 | 09月11日 | 10月06日 |          | 08月09日 | 10月18日 |
| 那覇   | 10月06日 | 10月16日 |          | 08月01日 | 10月29日 |

## ギャラリー

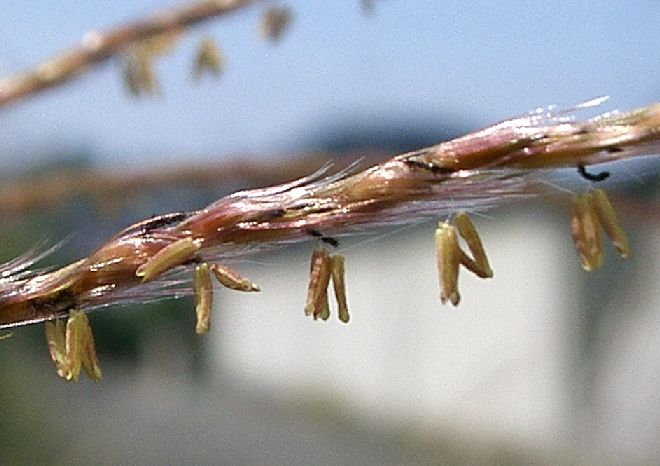
穂についている葯
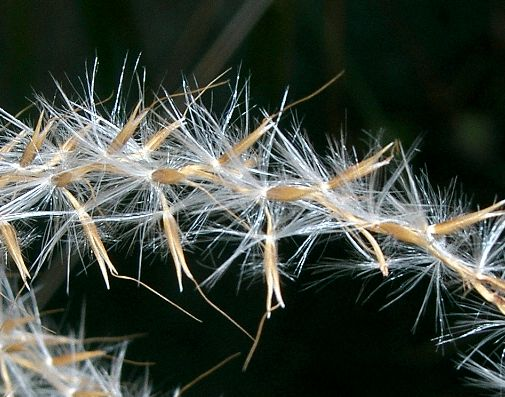
実の部分の拡大
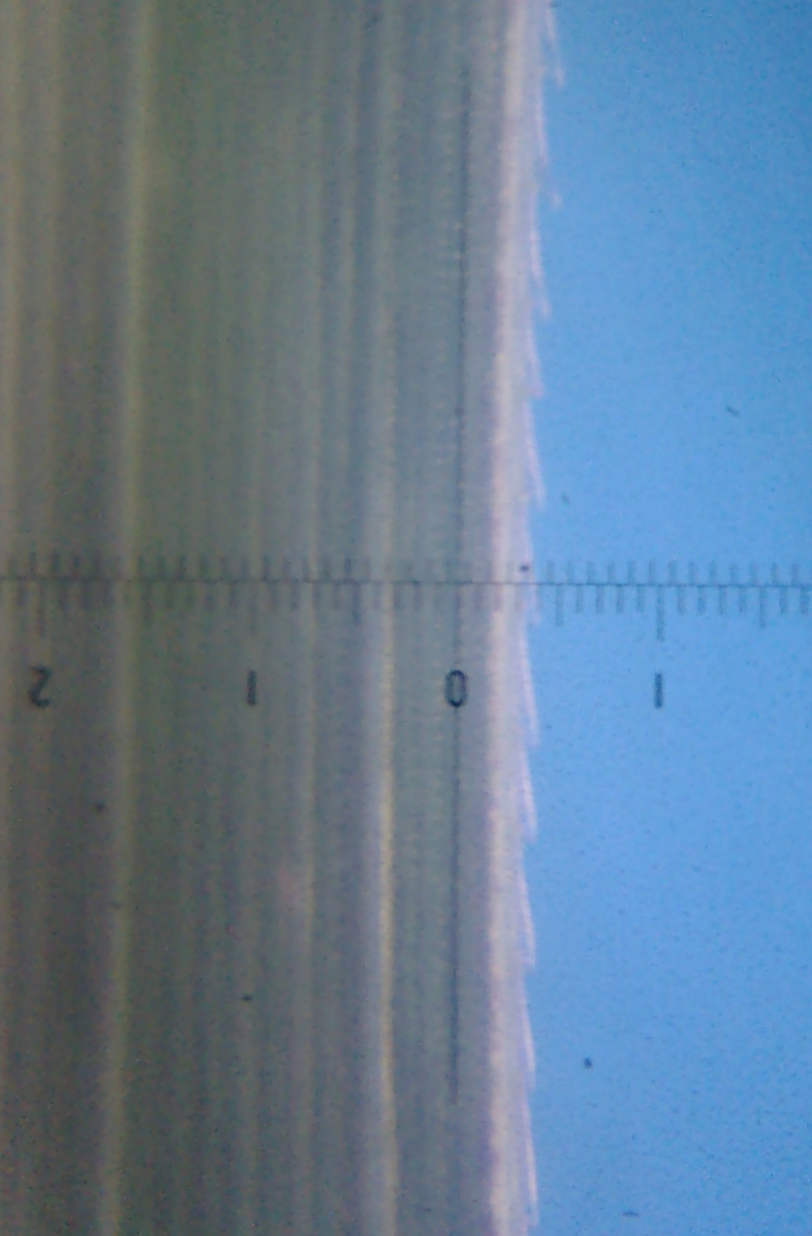
葉の縁の鋭い鉤状の拡大（目盛りの 0-1 は1ミリメートル長）。不用意に触れると手足を切ることがある。
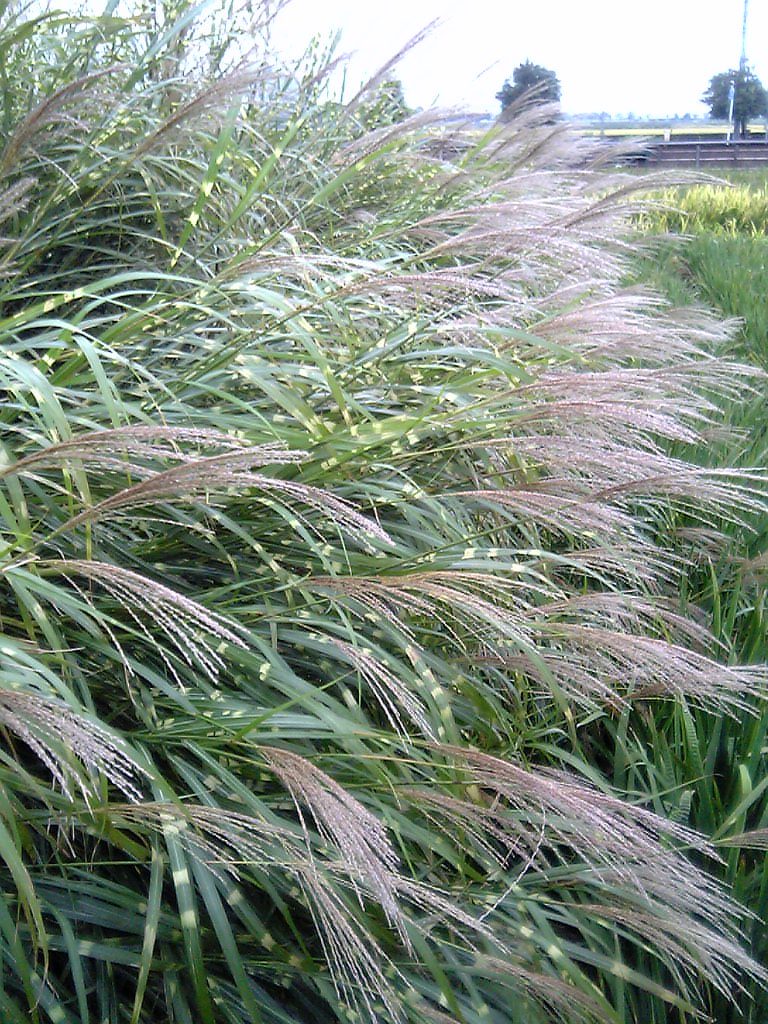
斑入り品種 鷹羽薄（たかのはすすき）、矢羽薄（やはね－）
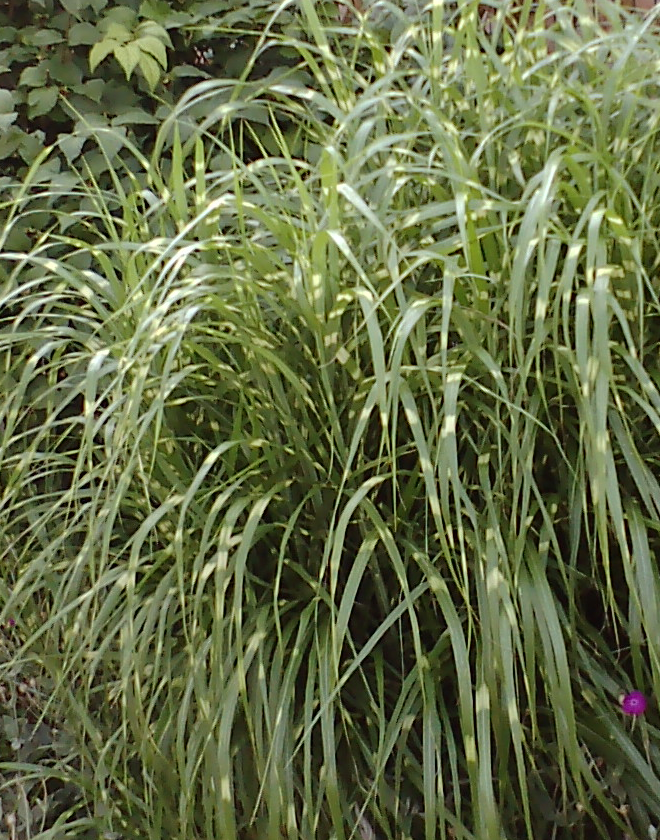
斑入り品種 矢筈薄（やはず－）。虎斑薄（とらふ－）とも呼ばれる。
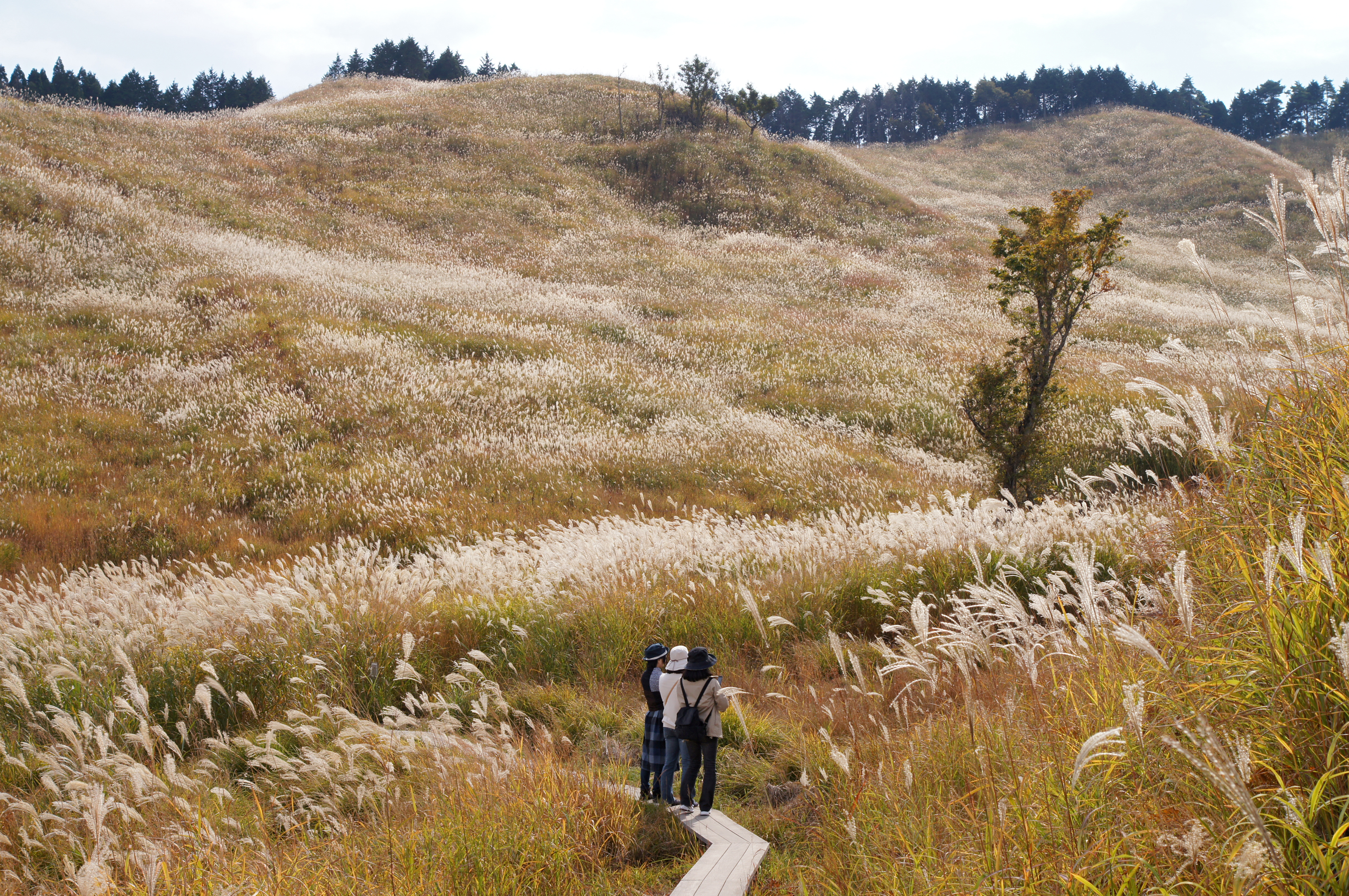
砥峰高原ススキ大群生
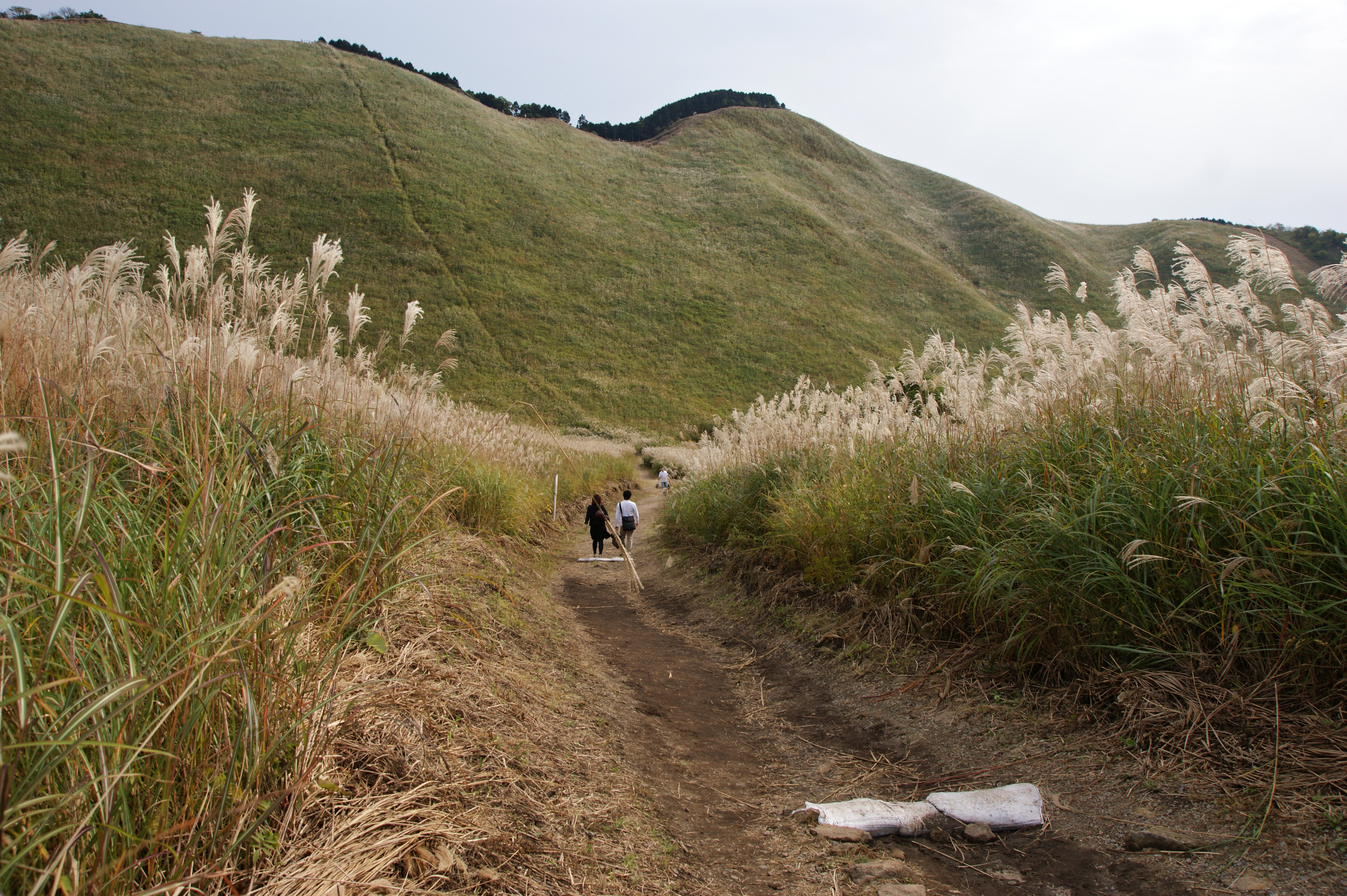
曽爾高原のススキ群生
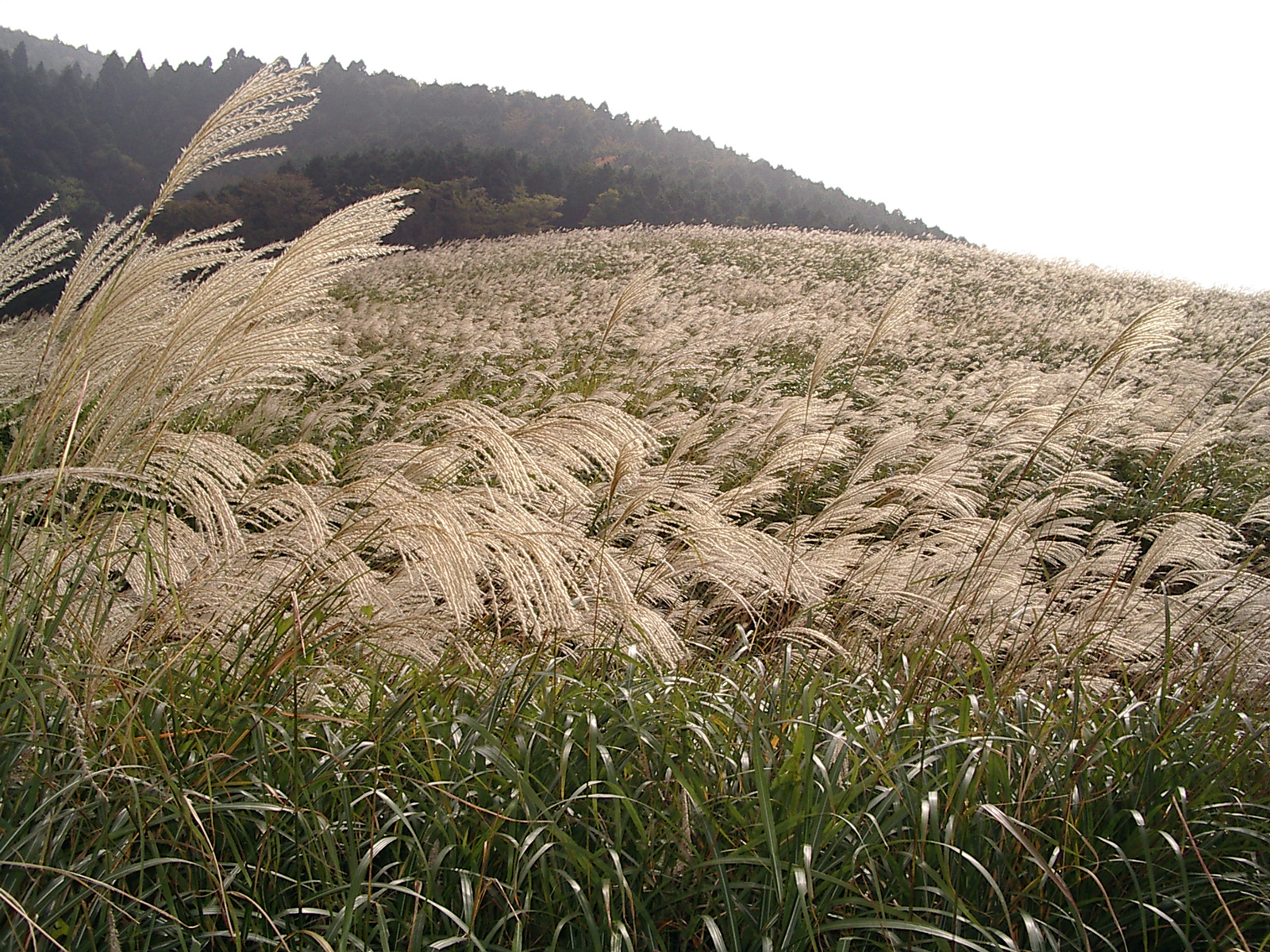
箱根仙石原のススキ野

## ススキに関する諸項目

### ススキが登場する作品
- 船頭小唄
- 昭和枯れすすき（歌謡曲：さくらと一郎、映画：松竹1975年、野村芳太郎監督）

### ススキに関連する地名
- すすきの（北海道札幌市）
- すすき野（神奈川県横浜市）
- 日本橋茅場町（東京都）
- 萱場（名古屋市）

### 著名なススキ群生地
- 砥峰高原
- 曽爾高原
- 仙石原